# Hostomel
Hostomel (Гостомель) is een stad in het rajon Boetsja in de oblast Kiev, ten noordwesten van de hoofdstad Kiev. Het inwonertal van de plaats bedraagt ongeveer 18466 (2022).
De stad is vooral bekend vanwege Hostomel Airport, ook wel bekend als Antonov Airport, een grote internationale vrachtfaciliteit. Er is ook een Vetropack- glasfabriek in Hostomel.
Hostomel werd zwaar beschadigd tijdens de Russische invasie van Oekraïne in 2022. Burgemeester Yuri Prilipko was een van degenen die door de aanvallers werden gedood. De stad kreeg op 13 maart 2022 de titel Heldenstad van Oekraïne.
Op 2 april 2022 bevestigden de Oekraïense autoriteiten dat ze de controle over het grootste deel van de oblast Kiev hadden heroverd.

## Geschiedenis
Volgens de overlevering bestaat Hostomel al sinds de oudheid. Maar de eerste schriftelijke vermelding ervan dateert uit 1494. 
In 1495 schonk de groothertog van Litouwen Alexander Hostomel aan prins Ivan Dashkevych Lvovich Hlynsky. In 1509, na het verraad van de Glinski Moskovieten, werd het landgoed van koning Sigismund I aan Semyon Poloz gegeven. 
In 1614 verleende koning Sigismund III van Polen Hostomel het stadsrechten volgens Maagdenburgs recht. Het dorp Hostomel kreeg stadsrechten met de hulp van de eigenaar - Stanislav Kharlensky, de zoon van Kyiv Chamberlain Felix.
Tijdens de nationale bevrijdingsoorlog onder leiding van Bohdan Chmelnytsky werd het de honderdste Kozakkenstad van het Kiev-regiment.
In 1654 werd de stad veroverd door Muscovy.
In 1694 werd hier een kerk gebouwd.
In juli 1768 bezochten de haydamaks van Ivan Bondarenko de stad.
In 1866 werd Hostomel een township-centrum dat zich actief ontwikkelde. Het was getuige van vele historische gebeurtenissen die verband houden met het verleden van Oekraïne.
In 1962 gingen Hostomel en andere nederzettingen deel uit maken van Irpin (het kreeg de status van stad van regionale betekenis). In 1972 werd het dorp Mostyshche opgenomen in Hostomel.
Tot 18 juli 2020 behoorde Hostomel tot de gemeente Irpin. Als onderdeel van de administratieve hervorming van Oekraïne, waardoor het aantal rajons van de oblast Kiev werd teruggebracht tot zeven, werd de gemeente Irpin samengevoegd met het rajon Boetsja.

### 2022 Russische invasie
Op 24 februari 2022, de eerste dag van de Russische invasie van Oekraïne in 2022, werden Hostomel en de luchthaven van Hostomel aangevallen door het Russische leger in een poging de stad in te nemen. De Oekraïense president Volodymyr Zelenskyy zei dat "een Russische luchtlandingsmacht op de luchthaven Hostomel buiten Kiev, die een grote landingsbaan heeft, is tegengehouden en wordt vernietigd." Op 24 februari zei de Oekraïense militaire chef, Valerii Zaluzhnyi, dat "er een strijd woedt in Hostomel". Het Antonov 225-vliegtuig (Mriya), 's werelds grootste vliegtuig, werd vernietigd toen de hangar waarin het zich bevond, werd verwoest door de Russische troepen, vermoedelijk door beschietingen en artillerie.
In de volgende week begonnen de Russen Hostomel te gebruiken als een vooruitgeschoven basis om Kiev aan te vallen. De troepen die naar Kiev waren gestuurd, ontmoetten Oekraïense troepen in Boetsja en Irpin. Meerdere Russische eenheden werden vernietigd door artillerie en Bayraktar-drone-aanvallen. Oekraïense troepen duwden ook de frontlinie terug naar Hostomel, met Oekraïense Special Forces die op 27 februari invallen deden tegen Kadyrovtsy, en gemechaniseerde Russische luchtmachteenheden (VDV) gedurende de week.
Op 7 maart 2022 doodden Russische troepen burgemeester Yuriy Prylypko terwijl hij voedsel en medicijnen aan het bezorgen was in de stad.
Oekraïense tegenoffensieven waren aanvankelijk niet in staat de stad volledig te heroveren, maar door een grote Russische terugtrekking uit de oblast Kiev eind maart en begin april werd de stad volledig heroverd op Russische troepen.
Op 6 april meldde het hoofd van het militaire bestuur van het dorp Hostomel, Taras Dumenko, dat vierhonderd mensen vermist waren in 35 dagen van Russische bezetting van Hostomel.